# ليدي أندرادي
ليدي أندرادي (بالإسبانية: Lady Andrade) (10 يناير 1992 في كولومبيا - ) هي لاعبة كرة قدم كولومبية في مركز الهجوم، شاركت في الألعاب الأولمبية الصيفية 2016 والألعاب الأولمبية الصيفية 2012. وشاركت مع منتخب كولومبيا لكرة القدم للسيدات. أما مع النوادي، فقد لعبت مع وسترن نيويورك فلاش وPK-35 Vantaa (women) ‏ وPK-35 (men) ‏ وSporting de Huelva ‏.

## وصلات خارجية
- ليدي أندرادي على موقع الاتحاد الدولي (مؤرشف)  (الإنجليزية)
- ليدي أندرادي على موقع الاتحاد الأوربي (الإنجليزية)
- ليدي أندرادي على موقع قاعدة بيانات كرة القدم.إي يو (الإنجليزية)
- ليدي أندرادي على موقع Soccerway.com (الإنجليزية)
- ليدي أندرادي على موقع عالم كرة القدم.نت (الإنجليزية)
- ليدي أندرادي على موقع اللجنة الأولمبية الدولية (الإنجليزية)
- ليدي أندرادي على موقع أوليمبيديا (الإنجليزية)